# Rajon Schewtschenko (Lwiw)
Der Rajon Schewtschenko (ukrainisch Шевченківський район/Schewtschenkiwskyj rajon; russisch Шевченковский район/Schewtschenkowski rajon) ist einer der sechs Stadtrajone der westukrainischen Stadt Lemberg.

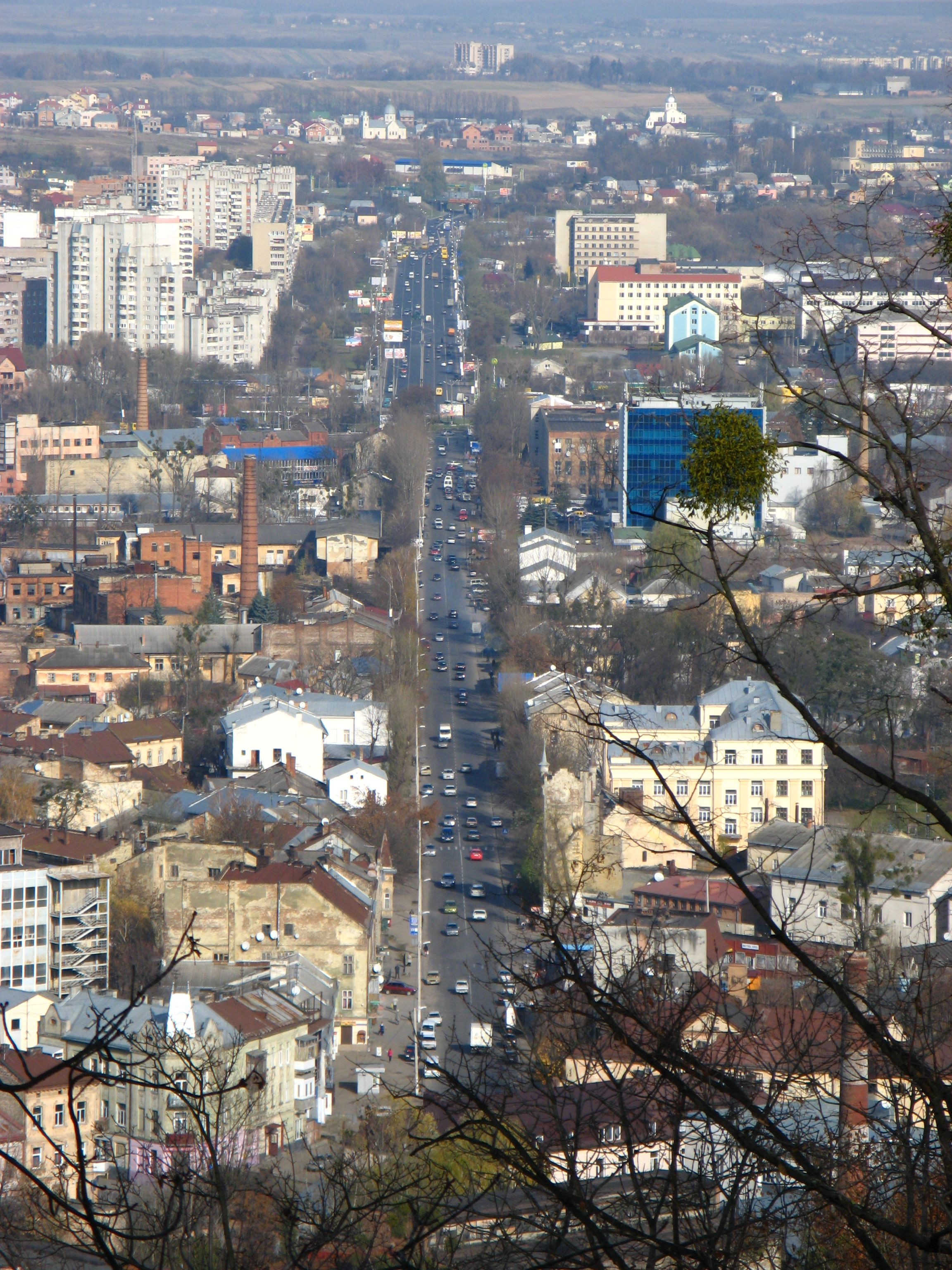
Blick auf Teile des Rajons

Der Name leitet sich vom ukrainischen Nationaldichter Taras Schewtschenko ab, er befindet sich nördlich des Zentrums der Stadt Lemberg und umfasst die Stadtteile/Stadtviertel:
- Hawryliwka (Гаврилівка; polnisch Gabrielówka)
- Holosko (Голоско; polnisch Hołosko)
- Klepariw (Клепарів; polnisch Kleparów)
- Pidsamtsche (Підзамче; polnisch Podzamcze)
- Rjasne (Рясне; polnisch Rzęsna Polska)
- Samarstyniw (Замарстинів; polnisch Zamarstynów)
- Sbojischtscha (Збоїща; polnisch Zboiska)

Dazu kam bis 12. Juni 2020 verwaltungstechnisch auch noch die Siedlung städtischen Typs Brjuchowytschi, diese wurde dann ein Teil des neugegründeten Rajons Lwiw.
Der Rajon entstand bereits 1939/1940 nach der Sowjetischen Besetzung Ostpolens.